# Епістемологія
Епістемологія (грец. επιστήμη, «знання»; λόγος, «вчення») — філософсько-методологічна дисципліна, у якій досліджують знання (епістеме) як таке, його будову, структуру, функціонування і розвиток. Термін ввели і активно застосовували в англо-американській філософії XX ст. Традиційно ототожнюють із теорією пізнання. Однак у некласичній філософії можна зауважити тенденцію до розрізнення епістемології і гносеології, що ґрунтується на вихідних категоріальних опозиціях. Якщо гносеологія розгортає свої уявлення навколо опозиції «суб'єкт — об'єкт», то для епістемології базовою є опозиція «об'єкт — знання». Епістемологи виходять не з «гносеологічного суб'єкта», що здійснює пізнання, а скоріше з об'єктивних структур самого знання.
Основні епістемологічні проблеми: Як улаштоване знання? Які механізми його об'єктивації і реалізації в науково-теоретичній і практичній діяльності? Які бувають типи знань? Які загальні закони «життя», зміни і розвитку знань? При цьому, механізм свідомості, що бере участь у процесі пізнання, враховується опосередковано, через наявність у знанні інтенціональних зв'язків (номінації, референції, значення та ін). Об'єкт при цьому може розглядатися як елемент у структурі самого знання (ідеальний об'єкт) або як матеріальна дійсність віднесення знань (реальність).

## Історія становлення і розвитку
Термін епістемологія запровадив у 1854 році шотландський філософ Джеймс Фредерік Феррієр, утворивши його за зразком терміну онтологія від двох грецьких слів, що означають знання і наука. Термін набув популярності в XX столітті, потіснивши термін теорія пізнання. Але роздуми про сутність того, що є знання, сягають у глибину століть.

### Античність, Середньовіччя, Відродження, початок наукової революції
Історично, епістемологічні уявлення і проблематика виникають раніше від гносеологічних і формуються вже в античності. Такі, наприклад, «ідеї» Платона і запропонована ним референційна концепція «істини», апорії Зенона, тропи скептиків, логіка Арістотеля. Античні уявлення про знання мали не стільки описовий, скільки проблематизуючий і нормативно-методологічний характер. Наприклад, апорії Зенона фіксували факт віднесення суперечливих знань до того самого об'єкта і задавали в такий спосіб епістемологічну проблему. Арістотель намагався зняти проблеми, що нагромадилися, за рахунок нормування наукових міркувань і введення загальних принципів організації знання. Це дозволило надалі створити зразки систематичної організації знання. «Начала» Евкліда можна розглядати не тільки як продукт узагальнення і зведення геометричних знань, а й як реалізацію нормативних епістемологічних концепцій Платона й Арістотеля.
У середні віки критична і дослідницька складові епістемології великою мірою сковуються й обмежуються нормативним характером арістотелівської логіки. Яскраве вираження середньовічної епістемології — схоластична суперечка «номіналістів» і «реалістів». Нові мотиви вносить Відродження. Пробуджується інтерес до дослідного знання, змінюється уявлення про місце і призначення знання в загальній картині світу. Микола Кузанський вводить уявлення про проблеми як «учене незнання», тобто знання про незнання, що формує в перспективі нову епістемологічну стратегію. З іншого боку, філософська рефлексія дедалі більше звертається до суб'єкта і його пізнавальних здібностей. У цьому зв'язку актуалізується введене фактично вже П'єром Абеляром поняття свідомості як індивідуальної здатності і дійсності існування концептів.
«Велике удосконалення наук», проголошене Френсісом Беконом, розгорнулося в XVII—XVIII ст. і породило нову формацію знання — новоєвропейську науку. Нова організація знання вимагала критичної рефлексії і теоретичного оформлення. Епістемологічні схеми античності і середньовіччя не могли вирішити цих завдань. На їхньому місці починає складатися гносеологічна концепція пізнання, що переорганізує філолофсько-методологічні уявлення про знання на основі суб'єкт-об'єктних схем.

### ХХ і XXI століття
До XX ст. епістемологія не мала власних інституціональних форм, а відповідна їй проблематика розвивалася в основному в логіку (насамперед в англійській аналітичній традиції) і в рамках гносеології. Однак уже з кінця XIX ст. епістемологічна проблематика починає емансипуватися від гносеологічної. Дослідники (насамперед логіки) прагнули піти від суб'єктивізму і психологізму, породженого сенсуалістичними і позитивістськими трактуваннями суб'єкт-об'єктних схем. У XX ст. цей процес призводить до оформлення нових філософсько-методологічних напрямів і підходів. Розвиваються аналітичні, операціональні, нормативні, структурно-функціональні прийоми і методи дослідження знання. У 1970-х Карл Поппер дав онтологічне обґрунтування емансипації епістемології, висунувши концепцію «третього світу» (об'єктивного змісту знання) і «пізнання без суб'єкта пізнання».

#### Чинники сучасного стану епістемології
Серед чинників, що визначають сучасний стан епістемологічних досліджень, необхідно відзначити такі[джерело?]:
1. Відношення знання й об'єкта виходить за рамки чисто пізнавальних ситуацій. Складаються комплексні види діяльності, де крім пізнання, необхідно розглядати функціонування знання в інших областях: інженерії, проектуванні, керуванні, навчанні;
2. Класичне відношення «істинності» доповнюється (а іноді і заміщається) іншими відношеннями: «несуперечності», «повноти», «інтерпретовності», «реалізовності» тощо;
3. Типологія знання стає дедалі більше розгалуженою і диференційованою: поряд із практико-методологічним, природно-науковим, гуманітарним і інженерно-технічним знанням виділяються більш частинні його варіанти;
4. Особливим предметом дослідження стає семіотична структура знання;
5. Крім «знання» інтенсивно досліджуються й інші епістемологічні одиниці (наприклад, «мови»);
6. Позначилася криза сцієнтизму: наукове знання перестає розглядатися як основна форма знання, дедалі більший інтерес викликають когнітивні комплекси, зв'язані з різними історичними і духовними видами людської діяльності, що виходять за рамки традиційних уявлень про раціональність.

## Базові поняття: віра, істина, знання

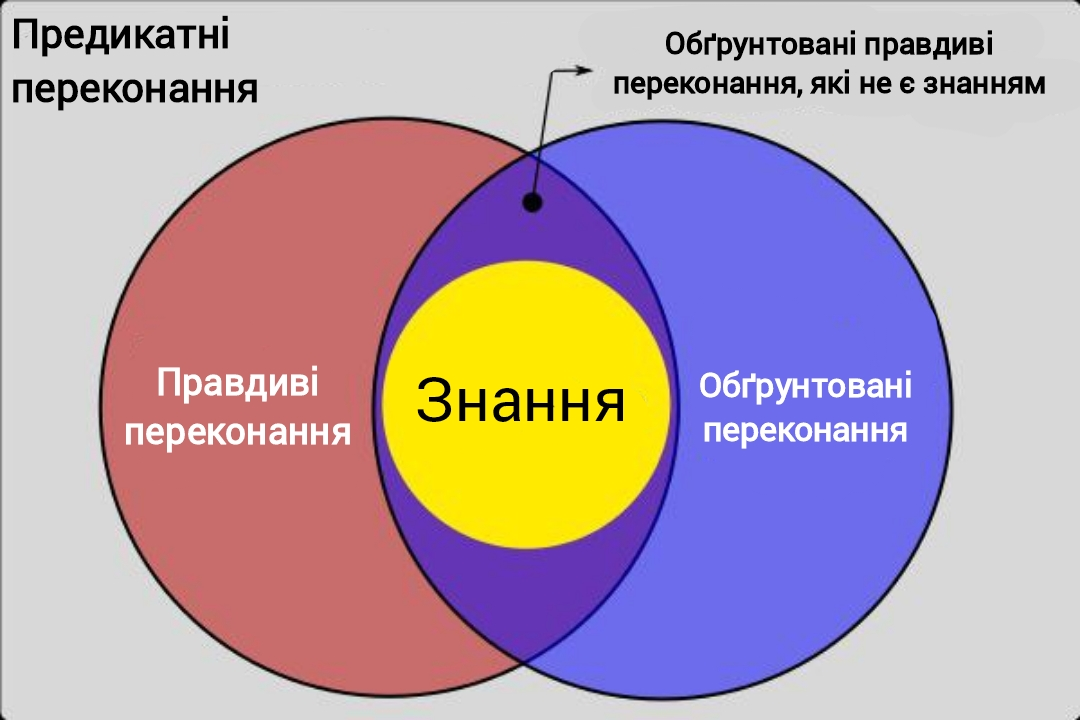
Знання, представлене у вигляді кіл Ейлера

Основний об'єкт епістемологічних досліджень, тобто знання, важко визначити, оскільки це знання може бути різним за своєю природою. Знати можна щось, тобто якийсь факт, знати можна якусь закономірність (правило, принцип, припис), знати можна людину (місце, річ), знати можна як щось зробити, наприклад як будувати міста або грати на скрипці. Деякі мови виказують ці значення слова «знати» різними словами, наприклад французькою слово connaître вживається щодо людини чи місця, тоді як слово savoir вживається в значенні знати що, або знати як. В українській мові слово знати теж має дещо архаїчний синонім відати, значення якого не покриває усіх значень слова знати. Слово «вміти» доречніше в значенні «знати як». Деякі філософи, наприклад, Бертран Расселл, підкреслюють різницю між цими значеннями слова знати.
Епістемологія найбільше цікавиться науковим знанням, тобто знанням на рівні всього людства, хоча аналіз побутового знання, де суб'єктом виступає окрема людина, того що древні греки називали словом докса, теж входить до епістемологічного дискурсу[джерело?]. Аналізують головно твердження «знати, що P», де латинською літерою P позначають будь-яке твердження, наприклад, «лід має меншу густину, ніж вода» або «Земля обертається навколо своєї осі».

### Віра
У побутовому розумінні віра означає віру в ідеї, принципи, майбутнє, релігійну віру, а також довіру однієї людини до іншої. Інколи, коли люди кажуть, що вони «вірять у» щось, то мають на увазі, що зможуть довести у певному розумінні корисність чи успішність цього «чогось» — можливо хтось зможе «повірити в» його чи її улюблену футбольну команду. Такого роду «віра» не є предметом епістемології. Епістемологія намагається вияснити, чому саме ми віримо[джерело?].
У епістемологічному розумінні віри «вірити чомусь» означає думати, що це «щось» відповідає істині. Як-то, вірити, що P — означає не більше, ніж думати що P — це факт[джерело?]. Для того, щоб знати щось, потрібно думати, що це істина, тобто потрібно вірити (в епістемологічному розумінні), що це щось — факт[джерело?].

### Знання
Знання відмінне від віри і думки (гадки). Якщо хтось заявляє, що вірить чомусь, він заявляє, що думає, що це правда. Але, звичайно, може виявитися, що він помилявся, і те, що він вважав істинним, насправді хибне. Зі знаннями ситуація докорінно інша. Наприклад, припустимо, що Ігор вважає, що певний міст — безпечний, і робить спробу перейти його; на жаль, міст падає під його вагою. Можемо сказати, що Ігор вірив, що міст був безпечний, але це його припущення було помилкове. Не можна говорити, що він знав, що міст був безпечний, тому що цього не було. Для того, щоб якесь твердження вважалося знанням, воно повинне бути істиною.
Так само двоє людей можуть вірити в речі, які взаємно суперечливі, але вони не можуть знати (недвозначно) речі, які взаємно суперечливі. Наприклад, Ігор може вірити, що міст безпечний, тоді як Тигра вірить, що він ненадійний. Але Ігор знає, що міст безпечний і Тигра не може одночасно знати, що міст небезпечний. Двоє людей не можуть знати взаємовиключні речі.
Коли хтось каже: «Я знаю, що P, але я не вважаю P істиною». то особа, що так висловилася у глибинному сенсі сама собі суперечить. Якщо хтось знає P, то, серед решти, він гадає, що P насправді є істиною. Якщо хтось вважає, що P — істина, то він/вона вірить, що P. (Див.: Парадокс Мура.)

### Підтвердження (юстифікація)
За своєю мовною струкутрою твердження «вірити, що P» і «знати, що P» дуже схожі. Як те, так й інше, може бути істинним, але віра можлива і в хибні твердження. До 1960-х років західні філософи вбачали різницю між цими двома твердженнями в тому, що знання — підтверджена істинна віра. Думку про те, що знання є істинна віра з поясненням аналізував, хоча й не схвалив, Платон у діалозі «Теетет».
У 1963 році американський філософ Едмунд Геттьєр у короткій статті «Чи є підтвердженна істинна віра знанням?» поставив під сумнів це означення, описавши гіпотетичні ситуації, в яких є віра, і ця віра відповідає істині, і є підтвердження, але це підтвердження отримане, виходячи з хибних уявлень. Така підтверджена істинна віра, мабуть, не може вважатися знанням. Стаття Геттьєра викликала жваву дискусію[джерело?].

### Проблема Геттьєра
Робота Геттьєра поставила під сумнів цінність філософії, оскільки філософи тисячі років не помічали такого очевидного й простого заперечення щодо однієї з основних теорій. Всього на кількох сторінках Геттьєр показав, що існують ситуації, коли віра має підтвердження й відповідає істині, але знанням вважатися не може. Тобто того, що підтвердження віри в істинне твердження відоме, може не вистачити, щоб назвати цю віру знанням.
Геттьєр навів два випадки, коли знання немає, хоча витримано всі зазначені умови. Ці два випадки отримали назву випадків Геттьєра. В одному з них двоє чоловіків, Сміт та Джонс, чекають результатів своїх заяв про прийом на ту саму роботу. У кожного в кишені 10 монет. Сміт має хороші підстави вірити, що роботу отримає Джонс, і він знає, що й у Джонса в кишені 10 монет, бо рахував. Отже, Сміт робить висновок «роботу отримає людина з 10 монетами в кишені». Але от кількість монет у своїй кишені Сміт не рахував. Мало того, роботу отримав саме Сміт попри те, що у Сміта були хороші підстави думати, що оберуть Джонса, тобто Сміт помилився. Отже, Сміт має підтвердження своїй вірі, що людина з 10 монетами в кишені отримає роботу, однак, на думку Геттьєра, Сміт не знає, що роботу отримає людина з 10 монетами в кишені, бо він не рахував монет у своїй кишені (див. p. 122.). Випадки Геттьєра не можна вважати знанням, бо хоча віра має підтвердження, але тільки завдяки щасливому збігу. Стисло — правильний вибір (у цьому випадку передбачення) було зроблене на підставі хибного міркування. Такі випадки, коли віра людини істинна, хоча цій людині бракує знання, на підставі якого можна було б зробити висновок, часто наводяться в дискусіях про віру й правду.

#### Відповіді Геттьєру
Запропоновано багато різних розв'язань проблеми Геттьєра. Зазвичай вони намагаються змінити класичне означення знання або додаючи четверту умову до трьох основних (віри, істинності, підтвердження), або пропонують нові умови, повністю відкинувши класичні.
На думку американського філософа Річарда Керкгема єдиним означенням знання, що не боялося б контр-прикладів є інфалібілізм, що вимагає бездоганності підтвердження. Щоб вважатися знанням віра повинна не лише відповідати істині й мати підтвердження, а це підтвердження повинне бути з необхідністю істинним.
Схожий кандидат на четверту умову вимагає неспростовності підтвердження. За такого підходу щось може вважатися знанням, якщо не існує жодного можливого спростування підтвердження.
Алвін Голдман запропонував вважати знанням те, підтвердження чого отримано через надійний процес, тобто такий процес, який дає значну частку істинних тверджень у порівнянні з хибними. Прикладами таких процесів можуть бути спостереження, пригадування, якісні міркування, інтроспекція.
Роберт Нозік запропонував наступне означення знання:
S знає, що P, тоді і тільки тоді, коли:
- P;
- S вірить, що P;
- якби P було хибним, S не вірив би, що P;
- якби P було істинним, S вірив би, що P.

На думку Нозіка третя з цих умов потрібна у випадках, описаних Геттьєром. Далі Нозік стверджує, що ця умова допомагає також у випадку, запропонованому Д. М. Армстронгом: батько вірить, що його донька не здійснювала злочину як тому, що він вірить у свою донечку, так і тому, що у суді він побачив доказ її невинності, Його віра в судові докази задовольняє усім чотирьом умовам, але його віра в донечку — ні. Якби його донька була винною, він продовжував би вірити в неї і думав би, що вона невинна. Така віра була б порушенням третьої умови.
Британський філософ Саймон Блекберн розкритикував це формулювання, зауваживши, що не бажано приймати як знання таку віру, яка, хоча вона й відслідковує істину (як у Нозіка), але не базується на правильних підставах. Він говорить, що ми не бажаємо називати правдою щось, що «задовольняє умовам через хибу. недолік чи невдачу, радше ніж щось, що не задовольняє умовам». Окрім цього, екстерналістський підхід до знання, такий як у Нозіка, часто змушений відкидати інтуїтивно справедливі висновки.
Тімоті Вільямсон висунув теорію знання, за якою знання не є підтвердженою істинною вірою з додатковими умовами, а первинною сутністю. У книзі Knowledge and its Limits (Знання та його обмеження) Вільямсон стверджує, що знання не розбивається аналітично на інші поняття, але є sui generis. Тому, хоча знання й потребує підтвердження, істини та віри, слово «знання» не можна розглядати як скороченням фрази «підтверджена істинна віра».
Алвін Голдман пише у книзі Causal Theory of Knowing (Каузальна теорія знання), що істинне існування знання потребує каузального ланцюжка між твердженням та вірою у це твердження.

### Інтерналізм та екстерналізм
Дискусія про природу підтвердження розгортається між двома школами філософської думки, які називають екстерналізмом та інтерналізмом. Екстерналісти відстоюють думку, що підтвердженням можуть бути фактори, зовнішні щодо психологічного стану того, хто здобуває знання. Наприклад, у відповідь на проблему Геттьєра екстерналісти говорять, що підтверджена істинна віра може вважатися знання, необхідно мати зв'язок або залежність між вірою та зовнішнім світом. Зазвичай це причинно-наслідковий зв'язок. З іншого боку інтерналісти твердять, що будь-яке підтвердження знання треба шукати у психологічному стані того, хто набуває знання.
Хоча Рене Декарт жив набагато раніше від суперечки між екстерналістами та інтерналістами, його часто наводять як зразок інтерналістського підходу до підтвердження. Він писав, що, оскільки зовнішній світ відкривається нам через органи чуття, а вони не безпомилкові, ми не повинні вважати, що наші знання безпомилкові. Єдиний спосіб знайти щось, що було б безсумнівно істинним — чітке і виразне бачення. Якщо підсумувати погляди Декарта коротко, то його епістемологічне підтвердження опирається на безумовній вірі у власне існування й на чітке й виразне знання Бога.

### Проблема цінності
Загалом вважається, що знання цінніше від істинної віри. Якщо це так, то як це пояснити? Про це говорив ще Платон у Меноні, вказуючи, що знання цінніше, бо воно підтверджене.
Проблема в тому, щоб ідентифікувати фактор, якщо такий існує, завдяки якому знання цінніше від сукупності своїх складників: підтвердження, пререконливості, чутливості, статистичної імовірності, умов із заперечень Геттьєру, приймаючи аналіз знання, що розбиває його на складники (винятком є епостемологічні теорії, що вважають знання первинним). Обговорення проблеми цінності відновилося в епістемологічній літературі в XXI столітті після періоду популярності епістемології чеснот у 1980-х роках завдяки очевидному зв'язку з етичними цінностями.
Питання про цінність знання відіграє значну роль у суперечці між прихильниками та критиками теорій, що підкреслюють значення надійного процесу при отриманні знання та його означенні. Прихильники важливості надійного процесу зазначають, що цінність такого знання збільшується, оскільки процес є запорукою отримання нового знання в майбутньому з більшою імовірністю.
Проблема цінності важлива для оцінки адекватності теорій знання, за якими знання складається з істинної віри та інших складників. На думку Джонатана Кванвіга правильний опис знання повинен опиратися контр-прикладам і дозволяти пояснення більшої цінності знання, ніж істинної віри. Якщо теорія знання не може цього зробити, вона неадекватна.

## Пізнання

### Апріорне та апостеріорне знання
Частина філософів вказує на існування знання, незалежного від досвіду, а отже його пізнання відбувається засобами, не пов'язаними з досвідом. Інша частина філософів відкидає такий поділ.
- Апріорне знання визначається як частина знань, отримана незалежно від досвіду.
- Апостеріорне знання визначається як знання, отримане з досвіду, тобто емпірично.

Стаття Брюса Расселла «A Priori Justification and Knowledg» (Апріорна юстифікація знання) у Стенфордській енциклопедії філософії стверджує, що апріорне знання здобувається на апріорній підставі, тобто такій, яка опирається на інтуїцію та на її природу. Апріорне знання часто протиставляється апостеріорному знанню, яке здобувається з досвіду. Різницю між двома видами знання можна побачити на прикладі. Брюс Расселл наводить два речення й пропонує читачу вирішити, якому з них читач вірить більше. Варіант A: Усі ворони птахи. Варіант B: Усі ворони чорні. Якщо читач вірить варіантуА, то він вірить апріорному знанню, бо не потрібно бачити ворони, щось знати, що вона птах. Якщо читач вірить варіанту B, то його віра має апостеріорне підтвердження, бо він бачив багато ворон раніше, ніж прийшов до знання, що вони чорні. Расселл далі говорить, що не має значення, чи твердження істинне, тільки те, чому читач вірить, має значення.
Основою апріорного знання є інтуїція або раціональне прозріння. Лоренс Бонжур в статті «The Structure of Empirical Knowledge» (Структура емпіричного знання) говорить, що раціональне прозріння є «миттєвим, неопосередкованим умовиводами, схопленням, розумінням або баченням того, що якесь твердження є з нобхідністю істинним». Повертаючись до прикладу з воронами, за означенням Бонжура читач повинен вірити варіанту A тому, що він має миттєве знання, що ворона птах навіть, якщо він ніколи не бачив ворони.
Еволюційна психологія підходить до проблеми по новому. Вона стверджує, що існує вроджена схильність до певних типів навчання. «Тільки невеличка частина мозку схожа на tabula rasa; це так навіть для людини. Решта більш схожа на експонований негатив, що чекає, поки його занурять у проявник».

### Аналітичні та синтетичні судження
Іммануїл Кант у «Критиці чистого розуму» розділив судження на аналітичні й синтетичні. На його думку для істинності деяких тверджень достатньо зрозуміти їхнє значення. Наприклад, твердження «Брат мого батька — мій стрий». Ми знаємо, що це правда — досить лиш зрозуміти, що це речення означає. Філософи називають такі твердження аналітичними. Синтетичні твердження мають суб'єкт та предикат. Наприклад, «Брат мого батька чорноволосий». Кант стверджував, що всі математичні й наукові твердження апріорі аналітичні, тому, що вони з необхідністю істинні, але знання про властивості математичних чи фізичних об'єктів можна отримати лише через логічні міркування.
Американський філософ Віллард Ван Орман Квайн у «Двох догмах емпіризму» поставив під сумнів таке розмежування, зазначивши, що границя між ними нечітка. Деякі сучасні філософи запропонували чіткіший опис такого розмежування.

### Галузі та школи думки

#### Історична
Історична школа філософської епістмології намагається збагнути й проаналізувати природу й обсяг людського знання з точки зору історії.. Філософська думка щодо цих питань розвивається історично, а, отже, ті питання, що цікавлять філософів сьогодні, не обов'язково ті ж, що цікавили їх раніше. Але це не означає, що філософська епістемологія предмет історії, чи те, що вона прагне збагнути тільки історичні процеси.

#### Емпіризм
Емпіризм зосереджує увагу на ролі досвіду, особливо досвіду, який людина отримує через органи чуття. Деякі емпіристи вважають будь-яке знання епіричним[джерело?], тоді як інші виокремлюють такі області як математика й логіка[джерело?]. Існує багато варіантів емпіризму: позитивізм, реалізм, філософія здорового глузду та інші. Однак центральним для емпіричних епістемологій є привілейований статус чуттєвих даних.

#### Ідеалізм
Чимало ідеалістів вірять, що знання у першу чергу формуються апріорними процесами або вроджене, наприклад у формі концептів, не вироблених досвідом. Відповідні теоретичні процеси часто називають інтуїцією. Відповідні теоретичні поняття можуть бути закладеними в мозок людини (як у трансцедентальному ідеалізмі Канта) або можуть мати незалежне від розуму існування (як у теорії форм Платона).

#### Раціоналізм
На відміну від емпіризму та ідеалізму, які опираються на особливий епістемологічний статус чуттєвих даних (емпіричних) чи на первинність розуму, відповідно, сучасний раціоналізм додає третю — систему мислення (за термінологією Гастона Башляра) і стверджує, що усі три однаково важливі.
Окрема течія критеріологія шукає критерії для обґрунтування раціонального пізнання.

#### Конструктивізм
Конструктивізм розглядає все знання як компіляцію створених людиною конструкцій, а «не нейральне пізнання об'єктивної істини».. Тоді як об'єктивізм цікавиться об'єктом наших знань, конструктивізм наголошує на тому, як ми створюємо знання. Він пропонує нове означення знання й істини таке, що вони утворюють нову парадигму, в основі якої лежить інтер-суб'єктивність, а не класична об'єктивність, і успішність, життєвість, а не істина. Конструктивізм П'яже, втім, вірить в об'єктивність — конструкти можуть випробовуватися експериментами. Конструктивістський підхід прагматичний, як говорив Джамбатіста Віко: норма для істини — зробити.

#### Епістемологія Об'єднання
Епістемологія у філософії об'єднання виступає як спроба синтезувати традиційно протилежні філософські позиції. Вона прагне об'єднати емпіризм та раціоналізм, стверджуючи, що процес пізнання вимагає як зовнішніх чуттєвих даних від об'єкта, так і апріорних когнітивних форм, або «прототипів», у свідомості суб'єкта. Знання виникає в момент «зіставлення» (collation), коли зовнішній об'єкт активізує відповідний йому внутрішній прототип. Таким же чином ця теорія намагається примирити реалізм та (суб'єктивний) ідеалізм: світ існує об'єктивно і незалежно від свідомості, але його пізнання та осмислення неможливі без активної участі внутрішніх структур свідомості суб'єкта.
У своїй методології епістемологія об'єднання інтегрує діалектичний метод (зокрема, теорію відображення) та трансцендентальний метод (який наголошує на активній ролі апріорних структур свідомості). Процес пізнання описується як двосторонній: об'єкт «відображається» у свідомості, а свідомість, у свою чергу, «проєктує» свої внутрішні форми на об'єкт для його розпізнання та категоризації. Ключовим рушієм цього процесу виступає не лише інтелект, але й «шімджон» (серце) — вольовий та емоційний центр людини, її прагнення до істини, добра та краси. Саме це бажання ініціює та підтримує дію «віддавання-та-приймання» між суб'єктом і об'єктом, яка є необхідною умовою для досягнення істинного знання.

### Проблема регресії
Задача повного логічного обґрунтування знання наштовхується на проблему нескінченної регресії. Традиційно раціональний аргумент опирається на інший раціональний аргумент, зазвичай через міркування з використанням законів логіки. Класичний приклад навів Аристотель, доводячи, що Сократ смертний. Логічна послідовність тут така: «усі лоди смертні» та «Сократ — людина», тому робиться висновок, що «Сократ смертний». Але звідки відомо, що Сократ людина? Застосуємо, тоді, приміром, такий аргумент: «усі народжені жінками — люди». Але це залишає відкритим питання, звідки ми знаємо, що народжені жінками — люди. Так виникає нескінченна регресія і постає питання як обірвати цю послідовність, яке твердження не потребує підстави, але все ж може вважатися раціональним і виправданим?
Очевидна неможливість вичерпати запитання й до кінця пройти нескінченну послідовність міркувань приводить деяких мислителів до скептицизму. Вона ж наштовхнула Декарта на його знамените «Думаю, отже існую», оскільки Декарт шукав щось, що було б істиною і не залежало б від нічого іншого.

#### Пошуки розв'язання проблеми регресії
Епістемологи використовують різні підходи у пошуках способів обірвати нескінченну послідовність запитань і відповідей, що ставлять нові запитання.

##### Фундаменталізм
Епістемологічний фундаменталізм відповідає, стверджуючи існування певних основ або базових вірувань, що не вимагають обґрунтування, але на підставі яких можна будувати інші вірування. Такі вірування обґрунтовані тим, що вони самоочевидні, неспростовні або є результатом надійних когнітивних механізмів. Сприйняття, пам'ять та апріорна інтуїція часто наводяться як приклади таких опорних вірувань.
Головне заперечення фундаменталізму — якщо вірування не опирається на інше вірування, прийняття його було б довільним чи невиправданим.

##### Когерентизм
Іншим підходом до проблеми регресії є когерентизм, який відкидає припущення, що регресія відбувається через лінійну юстифікацію (тобто послідовність запитань та відповідей нагадує прямий ланцюжок). Щоб уникнути звинувачення в циркулярності (порочному колі), когерентисти вірять, що юстифікація віри забезпечується тим, що окремі вірування тримаються купи з рештою вірувань. Ця теорія має ту перевагу, що уникає нескінченної регресії, водночас не стверджуючи спеціального, часто довільного, статусу якогось особливого класу вірувань. Однак, оскільки система може триматися купи і водночас бути хибною, когерентисти натикаються на труднощі із забезпеченням того, що система відповідає реальності. Крім того, більшість логіків погоджуються, що будь-який довід циркулярний і тривіально істинний. Тобто, щоб проливати світло на суть питання, ланцюжок засновків-висновків повинен бути прямим.
Однак у роботі «Мислення від A до Z» Ворбертон пише «циркулярні аргументи не хибні за своєю природою; іншими словами, з точки зору логіки нічого їм не бракує. Однак, бракує тоді, коли вони злісно циркулярні, показово неінформативні». (Ворбертон, 1996).

##### Фундгерентизм
Сузан Геек пропагує фундгенентизм, підхід, що намагається об'єднати фундаменталізм та когерентизм. Один зі складників цього підходу є так звана «аналогія з кросвордом». Тоді як, наприклад, інфінітисти уявляють регресію у вигляді прямої лінії, Сузан Геек ратує за те, що вона радше виглядає як заплутаний кросворд, у якому багато різних ліній підтримують одна одну.

##### Інфінітизм
Альтернативне розв'язання проблеми регресії називають інфінітизмом. Інфінітисти вважають нескінченну низку запитань-відповідей тільки потенційною, у тому сенсі, що окрема людина за потреби може оперувати з нескінченними ланцюжками, не задумуючись над ними. Така позиція мотивована частково бажанням уникнути довільності й циркурярності інших підходів, тобто фундаменталізму й когерентизму.

## Скептицизм
Скептицизмом називають позицію, яка ставить під сумнів частину або й усе людське знання. Це не окрема школа філософії, а радше лінія думки, що присутня в багатьох епістемілогічних дискусіях. Першим відомим грецьким скептиком був Сократ, який стверджува, що знає тільке те, що нічого достеменно не знає. В індійській філософії відомим скептиком був Санджая Белаттгіпутта, а в буддистській до скептицизму схилялася школа Мадг'яміки. Декарт теж почав із скептицизму, ставлячи під сумнів усе знання в пошуках чогось, що не викликало б сумніву. Врешті-решт він прийшов до знаменитого «Думаю, отже існую». Філософія логічного позитивізму й праці таких філософію як Томас Кун та Карл Поппер можуть розглядатися як скептицизм щодо можливості справжнього наукового знання.
Фалібілісти вважають, що будь-яке знання можна поставити під сумнів. Різні заперечення щодо проблеми регресії, зокрема епістемологічний фундаменталізм, по суті є відсіччю скептицизму. Аналогічно, прагматизм Вільяма Джеймса можна вважати когеренською відсіччю скептицизму. Джеймс відкидав прийняті філософські погляди на істину й проголошував основою істини не якийсь об'єктивний раціональний критерій, а те, як різні концепти працюють у конкретному контексті.

## Виноски
1. ↑  J. F. Ferrier (1854) Institutes of Metaphysic: The Theory of Knowing and Being, p. 46.
2. ↑  John Bengson (Editor), Marc A. Moffett (Editor): Essays on Knowledge, Mind, and Action. New York: Oxford University Press. 2011
3. ↑  Відати в Академічному тлумачному словнику. Архів оригіналу за 18 січня 2018. Процитовано 18 січня 2018.
4. ↑  Russell, B., «Knowledge by Acquaintance and Knowledge by Description», Proceedings of the Aristotelian Society (New Series), Vol.XI, (1910—1911), pp. 108–128. [Read to the Society on 6 March 1911.]
5. ↑  Радянські філософи, що працювали в галузі теорії пізнання, будували своє означення знання так, щоб воно було сумісним із ленінським означенням свідомості як відображення, а тому оминали епістемологічну проблематику.
6. 1 2  Платон Сочинения в четырех томах. Т. 2 / Под общ. ред. А. Ф. Лосева и В. Ф. Асмуса; Пер. с древнегреч.— СПб.: Изд-во С.-Петерб. ун-та: «Изд-во Олега Абышко», 2007.— 626 с.
7. 1 2  
Gettier, Edmund (1963). Is Justified True Belief Knowledge?. Analysis. 23 (6): 121—23. doi:10.2307/3326922. JSTOR 3326922.
8. ↑  Richard L. Kirkham (1984). Does the Gettier Problem Rest on a Mistake? (PDF). Mind. 93 (372): 501—513. doi:10.1093/mind/XCIII.372.501. Архів оригіналу (PDF) за 29 травня 2010.
9. ↑  Goldman, Alvin I. (1979). Reliabilism: What Is Justified Belief?. У Pappas, G. S. (ed.) (ред.). Justification and Knowledge. Dordrecht, Holland: Reidel. с. 11. ISBN 978-9027710246.
10. ↑  
Robert Nozick (1981). Philosophical Explanations. Harvard University Press. ISBN 0-674-66448-5.Philosophical Explanations Chapter 3 «Knowledge and Skepticism» I. Knowledge Conditions for Knowledge p. 172—178.
11. ↑  
D. M. Armstrong (1973). Belief, Truth and Knowledge. Cambridge University Press. ISBN 0-521-09737-1.
12. ↑  Blackburn, Simon (1999). Think: A compelling introduction to philosophy. Oxford University Press. ISBN 978-0-199-76984-1.
13. ↑  Descartes, Rene (1985). The Philosophical Writings of Rene Descartes Vol. I. Cambridge University Press. ISBN 978-0-521-28807-1.
14. ↑  Descartes, Rene (1985). The Philosophical Writings of Rene Descartes. Cambridge University Press. ISBN 978-0-521-28808-8.
15. ↑  Plato (2002). Five Dialogues. Indianapolis, IN: Hackett Pub. Co. с. 89–90, 97b-98a. ISBN 978-0872206335.
16. ↑  Pritchard, Duncan; Turri, John. The Value of Knowledge. Stanford Encyclopedia of Philosophy. Архів оригіналу за 11 березня 2018. Процитовано 24 лютого 2016.
17. ↑  Pritchard, Duncan (April 2007). Recent Work on Epistemic Value. American Philosophical Quarterly. 44 (2): 85—110. JSTOR 20464361.
18. ↑  Goldman, Alvin I. & Olsson, E. J. (2009). Reliabilism and the Value of Knowledge. У Haddock, A.; Millar, A. & Pritchard, D. (Eds.) (ред.). Epistemic Value. Oxford University Press. с. 24. ISBN 978-0199231188.
19. ↑  Zagzebski, Linda. The Search for the Source of Epistemic Good. Metaphilosophy. 34 (1/2): 13.
20. ↑  Kvanvig, Jonathan (2003). The Value of Knowledge and the Pursuit of Understanding. Cambridge, UK; New York: Cambridge University Press. с. 5. ISBN 978-0521037860.
21. ↑  Russell, Bruce, «A Priori Justification and Knowledge», The Stanford Encyclopedia of Philosophy (Summer 2014 Edition), Edward N. Zalta (ed.), URL = <http://plato.stanford.edu/archives/sum2014/entries/apriori/ [Архівовано 18 березня 2019 у Wayback Machine.]>.
22. ↑  BonJour, Laurence, 1985, The Structure of Empirical Knowledge, Cambridge, MA: Harvard University Press.
23. ↑  Wilson, E. O., Sociobiology: The New Synthesis. Cambridge, Massachusetts: The Belknap Press of Harvard University Press. 1975
24. ↑  Russell, G.: Truth in Virtue of Meaning: A Defence of the Analytic/Synthetic Distinction. Oxford: Oxford University Press. 2008
25. 1 2 3  Stroud, Barry (2011). The History of Epistemology. Erkenntnis. 75 (3): 495—503. doi:10.1007/s10670-011-9337-4.
26. ↑  Markie, Peter. Rationalism vs. Empiricism. The Stanford Encyclopedia of Philosophy. Stanford University. Архів оригіналу за 29 вересня 2018. Процитовано 17 липня 2012.
27. ↑  Schwandt, Thomas A. (2016). Farewell to Criteriology. Qualitative Inquiry. 2 (1): 58—72. doi:10.1177/107780049600200109. ISSN 1077-8004.(англ.)
28. ↑  Raskin, J. D. (2002). Constructivism in psychology: Personal construct psychology, radical constructivism, and social constructivism. In J. D. Raskin & S. K. Bridges (Eds.), Studies in meaning: Exploring constructivist psychology (pp. 1–25). New York, NY: Pace University Press. p. 4
29. ↑  Castelló M., & Botella, L. (2006). Constructivism and educational psychology. In J. L. Kincheloe & R. A. Horn (Eds.), The Praeger handbook of education and psychology (Vol. 2, pp. 263—270). Westport, CT: Praeger. p. 263
30. ↑  Jonassen, D. H. (1991). Objectivism versus constructivism, Do we need a new philosophical paradigm? Educational technology research and development, 39(3), 5-14. p. 10
31. ↑  Наприклад, Weber, Eric Thomas. 2010. Rawls, Dewey, and Constructivism: On the Epistemology of Justice [Архівовано 22 липня 2014 у Wayback Machine.] (London: Continuum).
32. ↑  Розділ 2. Епістемологія Об'єднання. Філософія Об’єднання (укр.). Процитовано 29 червня 2025.
33. ↑  
John L. Pollock (1975). Knowledge and Justification. Princeton University Press, Princeton, New Jersey. ISBN 0-691-07203-5. p. 26.
34. ↑  Zalta, Edward N. (ред.). Foundational Theories of Epistemic Justification. Stanford Encyclopedia of Philosophy.
35. ↑  Haack, Susan (1993). Evidence and Inquiry: Towards Reconstruction in Epistemology. Wiley-Blackwell. ISBN 0-631-19679-X.
36. ↑  Popkin, Richard (1972). Skepticism. У Edwards, Paul (ред.). Encyclopedia of Philosophy Volume 7. Macmillan. с. 449—461. ISBN 978-0028646510.
37. ↑  Stephen Hetherington, "Fallibilism, " Internet Encyclopedia of Philosophy, http://www.iep.utm.edu/fallibil/ [Архівовано 15 січня 2018 у Wayback Machine.]